# Teerasil Dangda
Teerasil Dangda (thail. ธีรศิลป์ แดงดา; Bangkok, 6 giugno 1988) è un calciatore thailandese, attaccante del Bangkok Utd e della nazionale thailandese.

## Biografia
Ha una sorella, di nome Tanekarn, che gioca come attaccante nella nazionale femminile thailandese.

## Carriera

### Club
Dangda cominciò la carriera con la maglia del Royal Thai Air Force, per poi passare al Raj Pracha. Successivamente militò nel Muangthong United, contribuendo alla promozione del club nella massima divisione thailandese.
Dopo l'acquisto del Manchester City da parte dell'ex primo ministro thailandese Thaksin Shinawatra, il nuovo proprietario del club volle offrire un provino a tre calciatori suoi connazionali: Suree Sukha, Kiatprawut Saiwaeo e Teerasil Dangda.
Nel 2008 si trasferì al Grasshoppers, squadra del massimo campionato svizzero, in cui giocò però solo nella squadra riserve, segnando un gol in 6 partite.
Dal febbraio 2014 al gennaio 2015 militò nell'Almería, diventando il primo calciatore thailandese a giocare nella Liga spagnola e il primo thailandese a segnare in Coppa del Re.

### Nazionale
Ha giocato nelle nazionali giovanili thailandesi Under-17, Under-19 ed Under-23.
Ha partecipato alla Coppa d'Asia del 2007 ed a quella del 2019.

## Statistiche

### Presenze e reti nei club
| Stagione                 | Club                     | Campionato               | Campionato | Campionato | Coppe nazionali | Coppe nazionali | Coppe nazionali | Coppe continentali | Coppe continentali | Coppe continentali | Supercoppe | Supercoppe | Supercoppe | Totale | Totale |
| Stagione                 | Club                     | Comp                     | Pres       | Reti       | Comp            | Pres            | Reti            | Comp               | Pres               | Reti               | Comp       | Pres       | Reti       | Pres   | Reti   |
| ------------------------ | ------------------------ | ------------------------ | ---------- | ---------- | --------------- | --------------- | --------------- | ------------------ | ------------------ | ------------------ | ---------- | ---------- | ---------- | ------ | ------ |
| 2005-gen.2006            | Royal Thai Air Force     | D1                       | 6          | 3          | -               | -               | -               | -                  | -                  | -                  | -          | -          | -          | 6      | 3      |
| 2006                     | Raj Pracha               | D2                       | 18         | 9          | -               | -               | -               | -                  | -                  | -                  | -          | -          | -          | 18     | 9      |
| gen.-nov.2007            | Muangthong United        | TPL                      | 15         | 7          | -               | -               | -               | -                  | -                  | -                  | -          | -          | -          | 15     | 7      |
| nov.2007-mar.2008        | Manchester City          | PL                       | 0          | 0          | FA+CC           | 0               | 0               | -                  | -                  | -                  | -          | -          | -          | 0      | 0      |
| mar.-giu.2008            | Grasshopper B            | 1L                       | 6          | 1          | -               | -               | -               | -                  | -                  | -                  | -          | -          | -          | 6      | 1      |
| 2008                     | Raj Pracha               | D2                       | 8          | 6          | -               | -               | -               | -                  | -                  | -                  | -          | -          | -          | 8      | 6      |
| Totale Raj Pracha        | Totale Raj Pracha        | Totale Raj Pracha        | 14         | 15         |                 | -               | -               |                    | -                  | -                  |            | -          | -          | 14     | 15     |
| 2009                     | Muangthong United        | TPL                      | 25         | 7          | CT+TFA          | 0+1             | 0               | -                  | -                  | -                  | -          | -          | -          | 26     | 7      |
| 2010                     | Muangthong United        | TPL                      | 26         | 7          | CT+TFA          | 0+3             | 0+2             | -                  | -                  | -                  | -          | -          | -          | 29     | 9      |
| 2011                     | Muangthong United        | TPL                      | 26         | 13         | CT+TFA          | 3+5             | 1+5             | AFC+AFC Cup        | 1+1                | 1+0                | TCC        | 0          | 0          | 35     | 24     |
| 2012                     | Muangthong United        | TPL                      | 29         | 24         | CT+TFA          | 2+1             | 0+1             | -                  | -                  | -                  | -          | -          | -          | 32     | 25     |
| 2013                     | Muangthong United        | TPL                      | 31         | 15         | CT+TFA          | 2+4             | 1+4             | AFC                | 5                  | 0                  | TCC        | 1          | 0          | 43     | 20     |
| feb.-lug. 2014           | Muangthong United        | TPL                      | 18         | 9          | CT+TFA          | 3+1             | 2+2             | AFC                | 2                  | 0                  | TCC        | 1          | 0          | 26     | 13     |
| 2014-gen.2015            | Almería                  | PD                       | 6          | 0          | CR              | 4               | 1               | -                  | -                  | -                  | -          | -          | -          | 10     | 1      |
| 2015                     | Muangthong United        | TPL                      | 34         | 11         | CT+TFA          | 0+1             | 0               | -                  | -                  | -                  | -          | -          | -          | 35     | 11     |
| 2016                     | Muangthong United        | TPL                      | 29         | 11         | CT+TFA          | 4+3             | 1+3             | AFC                | 1                  | 0                  | TCC        | 0          | 0          | 36     | 15     |
| 2017                     | Muangthong United        | TPL                      | 31         | 14         | CT+TFA          | 4+4             | 4+1             | AFC                | 7                  | 5                  | TCC        | 1          | 1          | 47     | 25     |
| gen.2018                 | Muangthong United        | TPL                      | -          | -          | CT+TFA          | -               | -               | AFC                | 2                  | 0                  | TCC        | -          | -          | 2      | 0      |
| 2018                     | Sanfrecce Hiroshima      | J1                       | 32         | 6          | CI+CJL          | 0+5             | 0+1             | -                  | -                  | -                  | -          | -          | -          | 37     | 7      |
| 2019                     | Muangthong United        | TPL                      | 19         | 6          | CT+TFA          | 0+1             | 0+1             | -                  | -                  | -                  | -          | -          | -          | 20     | 7      |
| Totale Muangthong United | Totale Muangthong United | Totale Muangthong United | 283        | 124        |                 | 42              | 28              |                    | 19                 | 6                  |            | 3          | 1          | 347    | 159    |
| 2020                     | Shimizu S-Pulse          | J1                       | 24         | 3          | CI+CJL          | 0+1             | 0+0             | -                  | -                  | -                  | -          | -          | -          | 25     | 3      |
| gen.-mar.2021            | Pathum United            | TPL                      | 4          | 1          | CT+TFA          | -               | -               | AFC                | 7                  | 3                  | TCC        | 0          | 0          | 11     | 4      |
| 2021-2022                | Pathum United            | TPL                      | 1          | 1          | CT+TFA          | 0+0             | 0+0             | -                  | -                  | -                  | -          | -          | -          | 1      | 1      |
| Totale Pathum United     | Totale Pathum United     | Totale Pathum United     | 5          | 2          |                 | 0               | 0               |                    | 7                  | 3                  |            | 0          | 0          | 12     | 5      |
| Totale Carriera          | Totale Carriera          | Totale Carriera          | 388        | 154        |                 | 52              | 30              |                    | 26                 | 9                  |            | 3          | 1          | 469    | 194    |

### Cronologia presenze e reti in nazionale
| Cronologia completa delle presenze e delle reti in nazionale ― Thailandia | Cronologia completa delle presenze e delle reti in nazionale ― Thailandia | Cronologia completa delle presenze e delle reti in nazionale ― Thailandia | Cronologia completa delle presenze e delle reti in nazionale ― Thailandia | Cronologia completa delle presenze e delle reti in nazionale ― Thailandia | Cronologia completa delle presenze e delle reti in nazionale ― Thailandia | Cronologia completa delle presenze e delle reti in nazionale ― Thailandia | Cronologia completa delle presenze e delle reti in nazionale ― Thailandia |
| Data                                                                      | Città                                                                     | In casa                                                                   | Risultato                                                                 | Ospiti                                                                    | Competizione                                                              | Reti                                                                      | Note                                                                      |
| ------------------------------------------------------------------------- | ------------------------------------------------------------------------- | ------------------------------------------------------------------------- | ------------------------------------------------------------------------- | ------------------------------------------------------------------------- | ------------------------------------------------------------------------- | ------------------------------------------------------------------------- | ------------------------------------------------------------------------- |
| 06-01-2019                                                                | Abu Dhabi                                                                 | Thailandia                                                                | 1 – 4                                                                     | India                                                                     | Coppa d'Asia 2019 - 1º turno                                              | 1                                                                         | Cap.                                                                      |
| 10-01-2019                                                                | Dubai                                                                     | Bahrein                                                                   | 0 – 1                                                                     | Thailandia                                                                | Coppa d'Asia 2019 - 1º turno                                              | -                                                                         | Cap.                                                                      |
| 14-01-2019                                                                | al-'Ayn                                                                   | Emirati Arabi Uniti                                                       | 1 – 1                                                                     | Thailandia                                                                | Coppa d'Asia 2019 - 1º turno                                              | -                                                                         | Cap.                                                                      |
| 20-01-2019                                                                | al-'Ayn                                                                   | Thailandia                                                                | 1 – 2                                                                     | Cina                                                                      | Coppa d'Asia 2019 - Ottavi di finale                                      | -                                                                         | Cap.                                                                      |
| 15-10-2019                                                                | Rangsit                                                                   | Thailandia                                                                | 2 – 1                                                                     | Emirati Arabi Uniti                                                       | Qual. Mondiali 2022                                                       | 1                                                                         |                                                                           |
| 19-11-2019                                                                | Hanoi                                                                     | Vietnam                                                                   | 0 – 0                                                                     | Thailandia                                                                | Qual. Mondiali 2022                                                       | -                                                                         | 52’                                                                       |
| Totale                                                                    |                                                                           | Presenze                                                                  | 6                                                                         |                                                                           | Reti                                                                      | 2                                                                         |                                                                           |

## Palmarès

### Club

#### Competizioni nazionali
- Thai League 1: 5

Muangthong United: 2009, 2010, 2012, 2016
BG Pathum United: 2020-2021
- Thai League Cup: 1

BG Pathum Utd: 2024
- Kor Royal Cup: 1

Muangthong United: 2010
- Coppa dei Campioni della Thailandia: 3

Muangthong United: 2017
BG Pathum United: 2021, 2022

### Nazionale
- Giochi del Sud Est asiatico: 1

2007
- VFF Cup: 1

2008

### Individuale
- Capocannoniere del campionato thailandese: 1

2012 (24 gol)